# Giovanni Gerolamo Saccheri

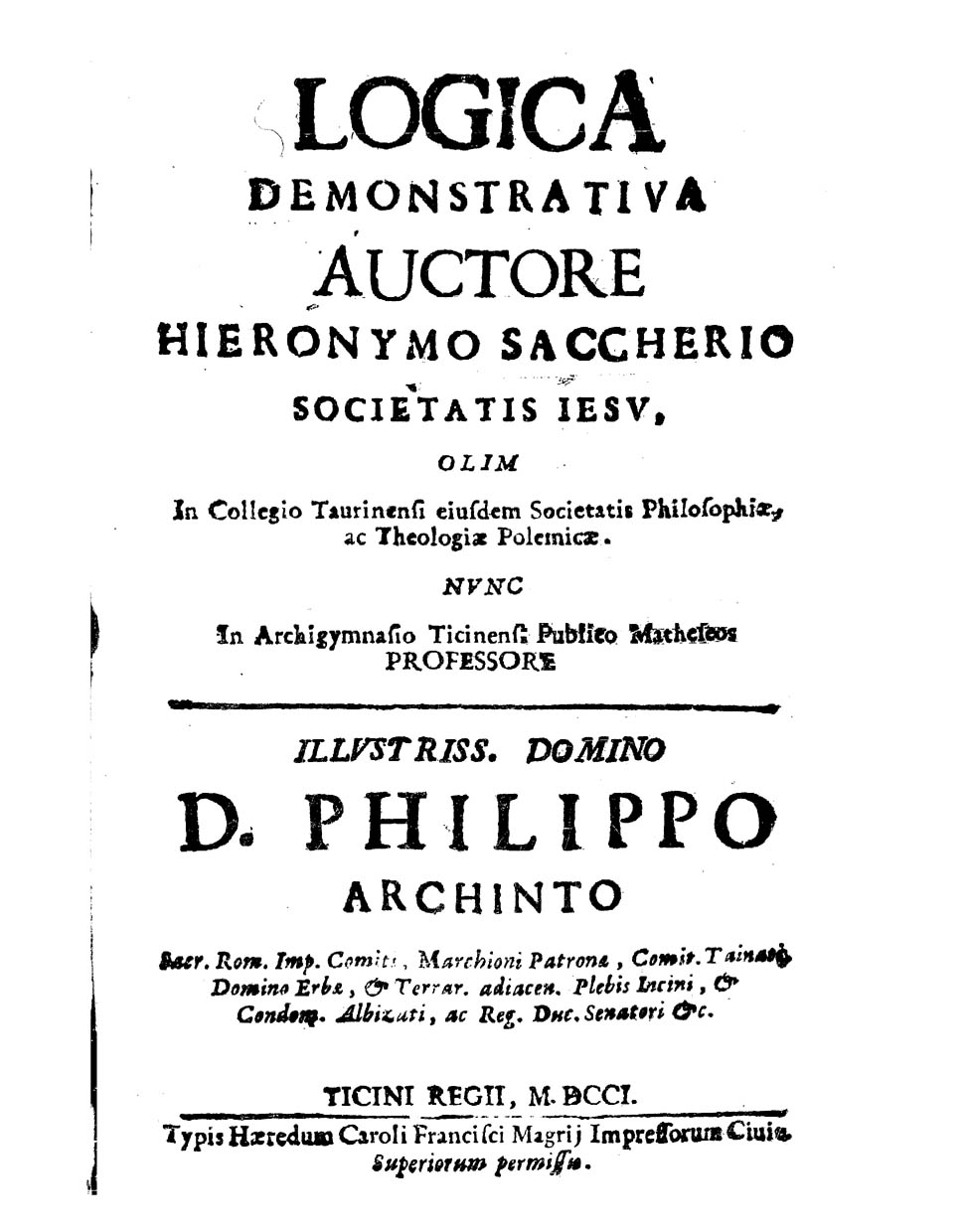
Logica demonstrativa, 1701

Giovanni Gerolamo Saccheri (ur. 5 września 1667 w San Remo, zm. 25 października 1733 w Mediolanie) – jezuita i matematyk.

## Życiorys
Wstąpił do zakonu w wieku 18 lat. W roku 1690 wyjechał na studia do Mediolanu, gdzie oprócz filozofii i teologii studiował również matematykę, zachęcony przez Tomasso Cevę, brata Giovanniego Cevy. W 1694 otrzymał święcenia kapłańskie.
Od roku 1697 aż do śmierci wykładał filozofię, teologię i matematykę na uniwersytecie w Pawii. Krótko przed śmiercią opublikował Euclides ab omni noevo vindicatus (w wolnym przekładzie: Geometria Euklidesa wolna od błędów), która uważana jest za pierwsze dzieło poświęcone geometrii nieeuklidesowej. Saccheri starał się w niej dowieść pewnika Euklidesa o prostych równoległych metodą sprowadzenia do sprzeczności, jednak wyniki jakie otrzymał były pierwszymi twierdzeniami geometrii hiperbolicznej. W tak zwanym czworokącie Saccheriego rozpatrywał hipotezy kąta ostrego, prostego i rozwartego. Udowodnił nieprawdziwość hipotezy kąta rozwartego oraz równoważność hipotezy kąta prostego z aksjomatem Euklidesa. Po popełnieniu błędu w rozumowaniu doszedł do wniosku, że hipoteza kąta ostrego jest nieprawdziwa. Jego wyniki zostały później udowodnione przez Legendre’a. Dzieło to wyprzedzało swoją epokę i zaginęło, odkrył je ponownie dopiero Eugenio Beltrami.